# ماركو مارتينز (مبارز بالسيف)
ماركو مارتينز هو مبارز بالسيف برازيلي، ولد في 1 يونيو 1973.

## وصلات خارجية
- ماركو مارتينز على موقع أوليمبيديا (الإنجليزية)